# Alik

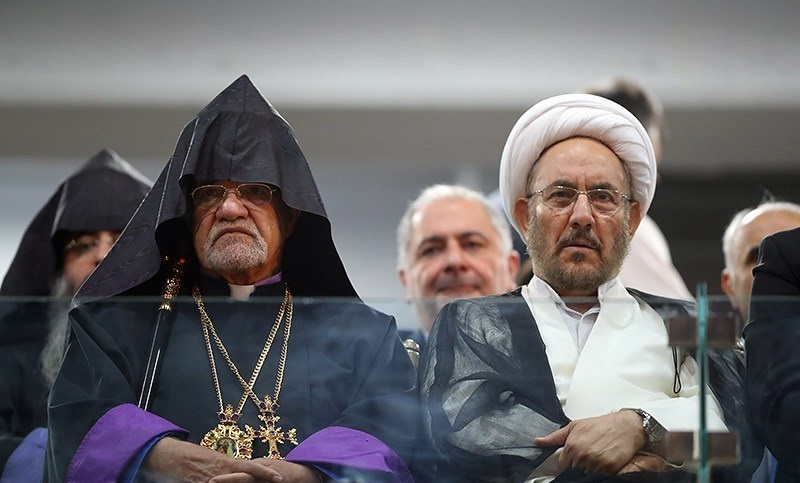
Bei Veranstaltungen der Armenier Irans sind Journalisten von Alik meistens dabei: Hier im Hintergrund der Chefredakteur Derenik Melikian bei der Eröffnungsfeier der Pan-Armenischen Spiele im Teheraner Ararat-Stadion am 13. September 2016, vorn Erzbischof Sepuh Sargsjan (links) und Hassan Rohanis Berater Ali Younesi (rechts)

Alik (armenisch Ալիք ‚Welle‘) ist eine Tageszeitung in armenischer Sprache, die seit März 1931 in der iranischen Hauptstadt Teheran erscheint und somit zu den ältesten Zeitungen des Iran zählt. Sie ist die einzige Tageszeitung, die von einer der anerkannten religiösen Minderheiten des Iran – armenischen Christen – herausgegeben wird.

## Geschichte
Alik erschien anfangs als Wochenzeitung und ab 1935 alle zwei Tage. Auf Grund der hohen Nachfrage kam die Zeitung ab 1941 täglich heraus und ist seitdem fast ununterbrochen Tageszeitung. Am Vorabend der islamischen Revolution im Januar 1979 stellten jedoch die Mitarbeiter der Zeitung wie auch in anderen Betrieben des Iran für 40 Tage die Arbeit ein. Seitdem erscheint Alik wieder täglich. Zu den wichtigen Redakteuren der Zeitung gehörten unter anderem Hovsep Tadeosian, Jervand Hairapetian, Andre Ter-Ohanian, Hovsep Hovhannissian, Tatschat Poghossian, Baghdik Minassian, Arsen Mamian, Hrair Chalatian, Edward Jeritsian, Edvard Ghahramanian und Norair Elsajan. In den 1990er Jahren wurde Seda Davidian, Juristin und bis dahin Mitarbeiterin der Bank Melli Iran, durch Herausgeber Alber Adschemian als Chefredakteurin von Alik angestellt. Im März 2004 übernahm Derenik Melikian die Leitung der Redaktion, die er auch 2017 noch innehat.

## Ausrichtung
Alik steht der Armenischen Revolutionären Föderation nahe. In den Zeiten Sowjetarmeniens stand sie in Opposition zur Sowjetunion und befürwortete die Unabhängigkeit Armeniens. Seitdem Armenien ein selbständiger Staat ist, macht sie sich für eine Stärkung der iranisch-armenischen Beziehungen stark. Schwerpunktthemen der Zeitung sind neben allgemeinen Themen aus Politik, Wirtschaft, Kunst und Sport insbesondere die Armenier im Iran, die armenische Diaspora und der Staat Armenien, worüber in anderen Zeitungen des Iran nichts zu finden ist und was sie zu einer wesentlichen Informationsquelle für die armenische Gemeinde des Iran macht. Seit dem 23. Januar 2001 gibt es eine Website von Alik, wo die Inhalte etwa eine Stunde nach Redaktionsschluss zu finden sind.
Alik ist als in Gänze auf Armenisch erscheinende Zeitung auf die armenische Minderheit Irans ausgerichtet, womit sie Auflagen von 4350 Stück erreicht. Daneben hat sie auch Leser in anderen armenischen Diaspora-Gemeinden.
Zu den Beilagen der Zeitung gehören Sharzhum, eine Studentenseite, eine Literaturbeilage sowie eine „Seite 404“. Nach wie vor werden auch die Jugendbeilagen Khatchmerouk und Mankakan Etch herausgebracht.
Alik schreibt auf Ostarmenisch, aber nicht wie in Armenien in reformierter, sondern in traditioneller armenischer Schrift, so wie es auch an armenischen Schulen im Iran gelehrt wird. So schreibt sie für „75. Jahrestag von Alik“ nicht Ալիք 75 ամյակը, sondern Ալիք 75 ամեակը.

## Alik Verlag
Der Alik-Verlag gibt neben der Tageszeitung Alik noch das dreimonatlich erscheinende Kulturmagazin Hanes heraus. Daneben erscheinen im Verlag Schulbücher für armenische Schulen im Iran sowie diverse Bücher in armenischer und in persischer Sprache. Ehemalige Publikationen des Verlags waren eine Alik-Monatszeitung (1961–1963) und eine zweiwöchentlich Jugendzeitschrift Alik Patanekan (1969–1978).
1998 bezog die Redaktion ein neues Geschäftsgebäude, wo seit 2006 auch die Druckerei angesiedelt ist.
2007 erschien im Verlag ein Buch aus Anlass des 75. Geburtstags der Zeitung Alik.